# 小牧口站
小牧口站（日语：／ Komakiguchi eki */?）是位於愛知縣小牧市大字北外山，屬於名古屋鐵道小牧線的鐵路車站。車站編號為KM07。

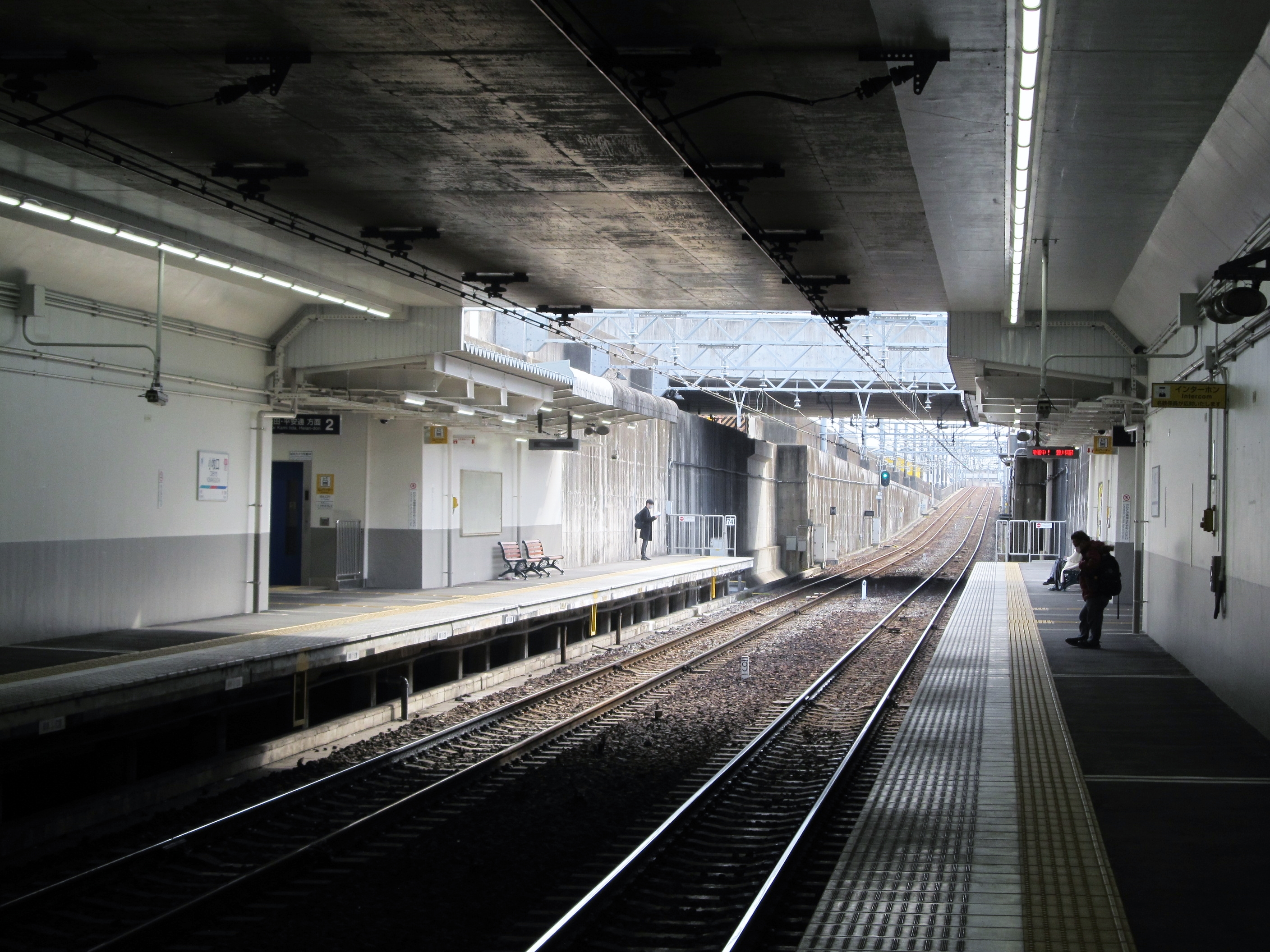
月台（2021年1月）

## 車站結構
本站為對向式月台2面2線的地面車站，月台為掘割構造，對應長度為4節車廂。
| 月台 | 路線   | 方向 | 目的地         |
| ---- | ------ | ---- | -------------- |
| 1    | 小牧線 | 下行 | 小牧、犬山方向 |
| 2    | 小牧線 | 上行 | 平安通方向     |

### 配置圖
| ← 上飯田、 平安通方向 | 小牧口站 構內配線略圖 | → 小牧、 犬山方向 |
| 图例 参考文献：       |                       |                   |

## 相鄰車站
名古屋鐵道
 小牧線
間內（KM08）－小牧口（KM07）－小牧（KM06）

## 外部連結
- 小牧口 - 名古屋鐵道